# 宾州州立尼塔尼雄狮队
宾州州立尼塔尼雄狮队（英語：Penn State Nittany Lions），简称尼塔尼雄狮、宾州州立尼狮或宾州州立雄狮，是美国宾夕法尼亚州立大学在NCAA的校园体育代表队。它由29支不同的男女运动队伍组成，大多数项目参与十大联盟的分区联赛。其中美式足球、女排、体操和摔跤在全国范围内是豪门级别的队伍。其橄榄球前任教练乔·帕特诺在该校任教超过46年，是NCAA历史上最佳教练之一，也是在单一学校任教时间最长的教练。橄榄球队的主场比佛球场（Beaver Stadium）是仅次于密歇根大学体育场的西半球第二大球场。

## 项目
| - 男子 - 棒球 - 篮球 - 越野跑 - 击剑 - 美式足球 - 高尔夫 - 体操 - 冰球 - 袋棍球 - 足球 - 游泳与跳水 - 网球 - 田径（包括室外与室内） - 排球 - 摔跤 | - 女子 - 篮球 - 越野跑 - 击剑 - 曲棍球 - 高尔夫 - 体操 - 冰球 - 袋棍球 - 足球 - 垒球 - 游泳与跳水 - 网球 - 田径（包括室外与室内） - 排球 |

## 冠军

### NCAA团体冠军
宾州州立大学校史上夺得过50座NCAA团体冠军奖杯。
- 男子（26次）:
  - 拳击（1）：1932
  - 越野跑（3）：1942，1947，1950
  - 体操（12）：1948，1953，1954，1957，1959，1960，1961，1965，1976，2000，2004，2007
  - 排球（2）：1994，2008
  - 摔跤（8）：1953，2011，2012，2013，2014，2016，2017，2018
- 女子（11次）:
  - 击剑（1）：1983
  - 袋棍球（2）：1987，1989
  - 足球（1）：2015
  - 排球（7）：1999，2007，2008，2009，2010，2013，2014
- 男女混合（13次）
  - 击剑（13）：1990，1991，1995，1996，1997，1998，1999，2000，2002，2007，2009，2010，2014

### 其他全国团体冠军
以下为未经NCAA背书的34次全国团体冠军：
- 男子（23次）:
  - 拳击（4）：1924，1927，1929，1930
  - 越野跑（4）：1926[4]，1927[5]，1928[6]，1930[7]
  - 橄榄球（2）：1982，1986
  - 体操（1）：1944[8]
  - 足球（11）：1926，1929，1933，1936，1937，1938，1939，1940，1949，1954，1955
  - 摔跤（1）：1921
- 女子（11次）:
  - 保龄球（1）：1979
  - 击剑（2）：1980，1981
  - 曲棍球（2）：1980，1981
  - 体操（2）：1978，1980
  - 袋棍球（3）：1978，1979，1980
  - 步枪（1）：1947[9]

## 死敌
任何拥有悠久历史和不俗实力的球队都会有数量不少的宿敌，宾州州立的宿敌就有不少，其中俄亥俄州立大学、天普大学、匹兹堡大学和密歇根大学是该校的学生和球迷最痛恨的世仇死敌。其余的敌对学校还包括阿拉巴马大学、密歇根州立大学、巴克内尔大学、雪城大学、马里兰大学、罗格斯大学、内布拉斯加大学、西弗吉尼亚大学和爱荷华大学等。